# Mesosmylus
Mesosmylus is een geslacht van insecten uit de familie van de watergaasvliegen (Osmylidae), die tot de orde netvleugeligen (Neuroptera) behoort.

## Soort
- M. naevius (Navás, 1912)